# 카펜베르크 SV

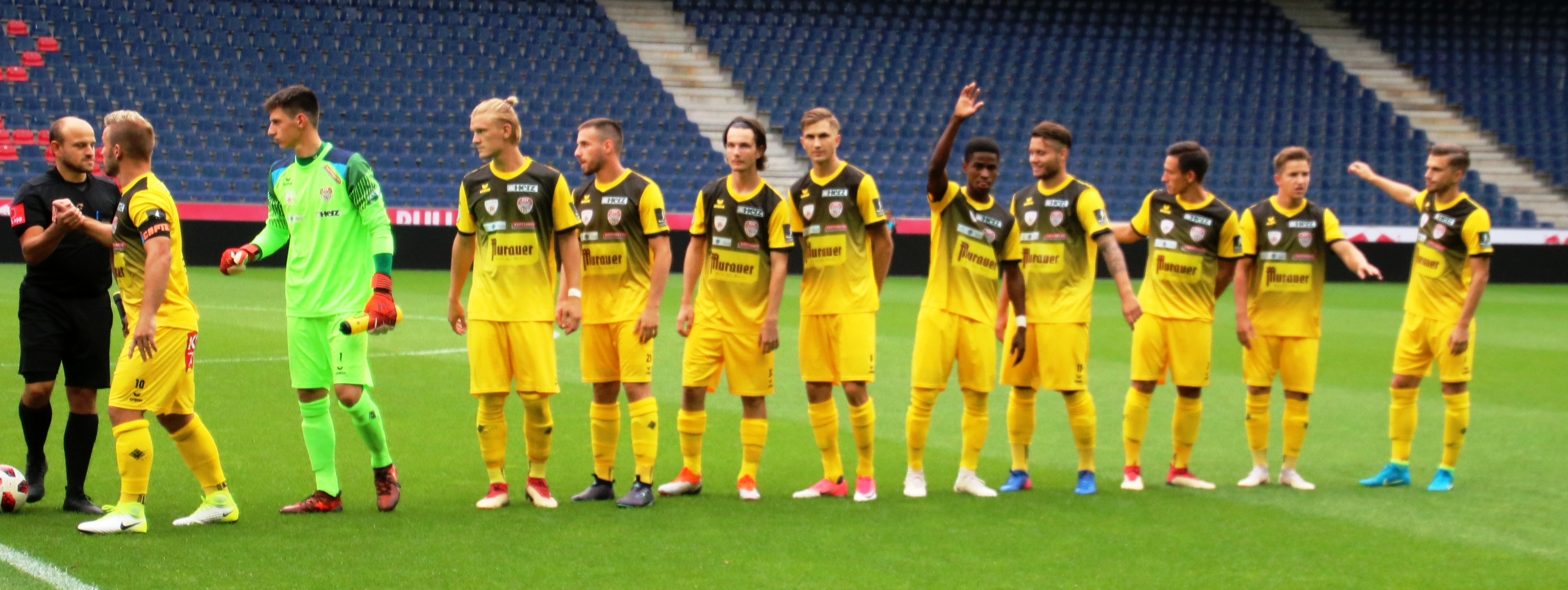

카펜베르크 SV(Kapfenberger SV)는 1919년 9월 14일에 창단된 오스트리아 카펜베르크의 축구 클럽으로, 현재 오스트리아 분데스리가에서 활동하고 있다.

## 선수 명단

### 현역
참고: FIFA 자격 규정에 따라 소속된 국가대표팀 국기를 표시합니다. 선수는 복수의 FIFA 비회원국 국적을 가지고 있을 수 있습니다.
| 번호 | 포지션 | 국적 | 이름 |
| ---- | ------ | ---- | ---- |

| 번호 | 포지션 | 국적 | 이름 |
| ---- | ------ | ---- | ---- |